# KNOCK ON THE HEART
『KNOCK ON THE HEART』（ノック・オン・ザ・ハート）は、SIONの1枚目のミニ・アルバム。1986年9月21日発売。発売元はCONTINENTAL（テイチク）。

## 解説
1stアルバム『SION』から僅か3ヶ月後に発売された、初のミニ・アルバム。
現在までに再発売が一切されておらず、CD化されていない。

## 収録曲
全作曲：SION　作詞：SION & OKAMOTO（A面）／SION（B面）

### SIDE A
1. KNOCK ON THE HEART
ベスト・アルバム『SION '85>'87』、ベスト・アルバム『SION TWIN VERY BEST COLLECTION』に収録。
自主制作盤『新宿の片隅で』に収録されていた楽曲を再録音。
2. ノスタルジア
ベスト・アルバム『SION '85>'87』、ベスト・アルバム『俺の声』に収録。
9thアルバム『sion 10+1』（初回封入CD）に再録音で収録される。
2003年、福山雅治が『岡本おさみ アコースティックパーティー with 吉川忠英』でカバーしている。

### SIDE B
1. 12月
ベスト・アルバム『SION '85>'87』に収録。
2ndアルバム『春夏秋冬』に再録音で収録される。
2. はやく慣れることさ
ベスト・アルバム『SION '85>'87』に収録される。

## 参加ミュージシャン
- SION：ボーカル、ハーモニカ
- 松田文：ギター
- 小山秀樹：キーボード
- スマイリー：サックス
- 花田裕之：ギター（SIDE A）
- チャールス清水：オルガン（SIDE A）
- 穴井仁吉：ベース（SIDE B）
- 半田茂弥：ベース（SIDE B）
- 池畑潤二：ドラム（SIDE A）
- 小野口直人：ドラム（SIDE B）